# 基真小學女童墮樓事件
基真小學女童墮樓事件，是指2013年12月發生在香港荔枝角中華基督教會基真小學，一名叫羅芍淇的女童墮樓事件。在2015年7月，相關案件的聆訊引起巨大的爭議。
羅芍淇在小二時成績轉差，升小五時要入特別班，經常因欠交功課被罰無小息放以及記缺點，芍淇疑因此不開心。在2013年11月，羅芍淇在乘搭校巴時遭受欺凌，其書包內的東西被同學傾倒，直至其母親發現其水樽遺失而揭發事件。而有份欺凌羅芍淇的三名同學也對芍淇寫道歉信。此事件也成爲芍淇墜樓的導火線。
2013年12月9日，羅芍淇從高處墮下重傷昏迷，送院後不治。期間校方未有即時報警，只召聖約翰救傷隊到場，在延誤之下芍淇最終不治，做法惹人爭議。
2015年7月23日，死因庭裁定該女童死因存疑。該校多名教職員的證供被評為不可信，其中兩名副校長更被裁判官嚴斥「一派胡言、謊話連篇」、「匪夷所思」及「完全唔見為人師表應有嘅態度，同對學生嘅關心」。

## 影視作品
TVB2023年台慶劇《新聞女王》第25至第26集，說到在院社中有一名女童墮樓，劇中的職員在事件發生後只是立即致電了義務機構，而不是消防處救護車，雖然消防處救護車後來有到現場，但女童送院途中證實死亡，由於院社職員間接導致女童死亡，因而導致事件令一位主角陳山聰（女童爸爸）為查明事件真相，衝入院社挾持人質。

## 相關新聞
- 死因裁判官痛斥基真小學教職員態度非為人師表所為 （页面存档备份，存于）
- 基真女生墮樓死因存疑 副校謊話連篇 （页面存档备份，存于）